# Zarvanîțea, Zolociv
Zarvanîțea (în ucraineană Зарваниця) este un sat în comuna Strutîn din raionul Zolociv, regiunea Liov, Ucraina.

## Demografie
Componența lingvistică a localității Zarvanîțea
     Ucraineană (100%)
Conform recensământului din 2001, toată populația localității Zarvanîțea era vorbitoare de ucraineană (100%).